# 珲春厅
珲春厅，清朝时设置的厅。
宣统元年（1909年）置，辖密江以东地。治所在今吉林省珲春市。属东南路道。设抚民同知。1913年3月改为珲春县。 